# Обрыв (фильм, 1983)
«Обрыв» — советский двухсерийный фильм 1983 года режиссёра Владимира Венгерова по мотивам одноимённого романа И. А. Гончарова.
Последний фильм режиссёра. Критикой фильм назван мелодрамой из дворянского быта: красивое кино, но далёкое от темы литературной основы.

## Сюжет
Борис Павлович Райский, скучающий петербургский эстет, приезжает в свое родовое имение в небольшом городке на Волге.

## В ролях
Главные роли:
- Георгий Антонов — Борис Павлович Райский
- Елена Финогеева — Вера Бережкова
- Николай Кочегаров — Марк Волохов
- Римма Маркова — Татьяна Марковна Бережкова, бабушка
- Марина Яковлева — Марфинька
- Елена Соловей — Полина Карповна Крицкая
- Виталий Шаповалов — Иван Иванович Тушин
- Николай Иванов — Леонтий Козлов
- Тамара Лебедева — Ульяна Андреевна Козлова

В остальных ролях:
- Олег Корчиков — Савелий
- Алла Текшина — Марина
- Олег Штефанко — Викентьев
- Юрий Шерстнёв — Нил Андреевич
- Степан Крылов — Яков
- Тамара Тимофеева — Василиса
- Михаил Семёнов — Егорка
- Марина Чернышёва — Пашутка
- Виктор Терехов — Прохор
- Валерий Войтюк — Мишель Рамин, кадет
- Сергей Свистунов — Тит Никоныч
- Георгий Штиль — Иван Петрович
- Марина Юрасова — мать Викентьева
- Елена Андерегг — гостья
- Игорь Ефимов — полковник
- Александр Александров — эпизод
- Валерий Кравченко — эпизод
- Людмила Купина — эпизод
- Надежда Шумилова — эпизод
- Жанна Сухопольская — эпизод

## Съёмки
Художником фильма была известный ленинградский сценограф Марина Азизян. В своих воспоминаниях она писала, что режиссер ещё до выбора натуры предложил на основании романа изобразить план местности, где происходит действие. В процессе работы она смотрела старинные семейные альбомы, бытовые рисунки, фотографии, ходила по краеведческим музеям, обратилась к «очаровательным рисункам архитектора Витберга, альбому „Россия“ Семёнова-Тян-Шанского». При поиске натуры в каждом городе обращалась за советом к историкам-краеведам:

И тут выяснилось, что в каждом городе живут «чудаки» — энтузиасты-краеведы, которые больше всех знают о своем крае. Вспоминаю одного из них — по профессии он преподаватель. … С их помощью мы и отыскали натуру для «Обрыва». Эти поиски напоминали детектив. Краеведческие музеи гораздо меньше могли нам помочь.
Местами съемок фильма стали село Подвязье, города Арзамас и Горький, Музей культуры и быта на Щёлоковском хуторе и др.

## Критика
Как экранизация фильм был признан критикой неудачным.
В «Литературном обозрении» вышла статья В. А. Туниманова, главного научного сотрудника ИРЛИ (Пушкинский Дом) и заведующего Группой по изданию сочинений И. А. Гончарова, в которой фильм был резко раскритикован как не отражающий даже название романа; в частности, было отмечено следующее:

Смотришь широкоэкранный «Обрыв» и, отдавая должное ещё одной уважительной, серьёзной и добротной экранизации классика, поневоле задаешь вопрос: а нужна ли была эта огромная пространственная ширь и почти эпическая масштабность кинополотна с видами безбрежных русских полей, дорог и далей, великолепно снятых оператором А. Заболоцким в самой ленте, оставшейся на уровне и в рамках красивой и культурной ретро- стилизации старого дворянского гнезда и быта? И в какой мере эта изящная и модная нынче культурная оправа для любовных встреч и переживаний героев и героинь соотносится с миром «Обрыва» Гончарова?
Само название романа, ставшее образом-символом, образом-понятием «обрыва» в русской жизни, когда впервые и трагедийно обрывались связи между временами и поколениями, когда пошатнулись вековые устои даже родовых гнезд, предлагало фильму постижение судьбы России на крутых перевалах и «обрывах» её истории.
А что предлагает нам фильм? Любовные киноистории, роковые свидания и страсти, широкоэкранное воплощение которых можно исчерпать известной пушкинской строчкой: «…И всюду страсти роковые и от судеб защиты нет».

Журнал «Искусство кино» ставил вопрос об успешности вообще экранизаций студии «Ленфильм», и романа Гончарова Венгеровым в частности:

Не иссякает ли, однако, сам дух экранизации? По-прежнему ему верны ветераны И. Хейфиц и В. Венгеров, но на смену им почти совсем не приходят молодые. К тому же ни «Шурочка», ни «Обрыв», при многих частных удачах, не стали вровень с лучшими экранными версиями литературных шедевров, вписанными в летопись «Ленфильма».
Киновед Нея Марковна Зоркая, анализируя экранизации романа Гончарова, писала, что как и в случае с фильмом 1913 года «трудно было бы предположить соответствие между немым фильмом и романом И. А. Гончарова, этим сложным, глубоким произведением», хотя и несомненны поиски пластического эквивалента образа романа, так и спустя 70 лет:

Увы, и спустя десятилетия экранизации, включая попытку В. Венгерова (1984), несопоставимы с литературным источником.
«Обрыв» стал последним фильмом режиссёра Владимира Венгерова.
Как отметила киновед Любовь Аркус — экранизации были специализацией режиссёра, но они не получались, и «Обрыв» стала последней:

С годами становилось все очевиднее, что экранизация, которая всегда интересовала Венгерова, комфортнее чувствует себя на малом, чем на большом экране. Собственно, природу его режиссуры — пристрастие к романной форме, к многофигурным композициям, к подробному изучению человека — можно назвать телевизионной. Взялся за «Живой труп». Фильм не получился… Сериал по роману Георгия Маркова «Строговы» славы Венгерову не добавил. … Поставил фильм по его повести «Завещание» (Вторая весна), и с тем же результатом.

Обратился к «Обрыву». Фильм получился красивым, и это было для автора принципиально: так он обострял проблематику романа Гончарова о разумных границах и формах свободы, о том, как соотносится она с долгом и ответственностью. Но в ответ Венгеров услышал и прочитал: «красивая обертка», «мелодрама из старинной жизни» и т. п. Больше он кино не снимал.